# Campionato del mondo di calcio da tavolo 1998 - Categoria squadre Under-20
Il Campionato del Mondo di Calcio da tavolo di Namur in Belgio.
Fasi di qualificazione ed eliminazione diretta della gara a squadre della Categoria Under20.
Per la classifica finale vedi Classifica.
Per le qualificazioni delle altre categorie:
- squadre individuale Open
- squadre Open
- individuale Under20
- individuale Under16
- squadre Under16
- individuale Veterans
- squadre Veterans
- individuale Femminile
- squadre Femminile

## Primo turno

### Girone 1

#### Germania-Italia0-4
| Christian Boddenberg           | Stefano Fontana  | 1-3 |
| Andreas Schumacher             | Efrem Intra      | 1-9 |
| Kai Schmidlin / Mario Molinaro | Simone Bertelli  | 0-8 |
| Michael Molinaro               | Matteo Suffritti | 2-4 |

#### Danimarca-Belgio0-4
| Kim Skaarup         | Bessim Golger      | 0-5  |
| Rasmus Lund         | Nathan Dupont      | 1-7  |
| Rasmus Gyldenkaerne | Delphine Dieudonné | 0-11 |
| ff                  | Valéry Dejardin    | 0-3  |

#### Danimarca-Italia0-4
| Kim Skaarup         | Matteo Suffritti | 2-3  |
| Rasmus Lund         | Simone Bertelli  | 0-13 |
| Rasmus Gyldenkaerne | Efrem Intra      | 1-16 |
| ff                  | Stefano Fontana  | 0-3  |

#### Germania-Belgio0-4
| Christian Boddenberg | Valéry Dejardin    | 0-10 |
| Michael Molinaro     | Nathan Dupont      | 2-5  |
| Kai Schmidlin        | Bessim Golger      | 1-5  |
| Mario Molinaro       | Delphine Dieudonné | 0-14 |

#### Italia-Belgio2-2
| Simone Bertelli  | Bessim Golger      | 4-0 |
| Stefano Fontana  | Nathan Dupont      | 0-2 |
| Efrem Intra      | Delphine Dieudonné | 2-1 |
| Matteo Suffritti | Valéry Dejardin    | 0-1 |

#### Danimarca-Germania0-4
| Kim Skaarup         | Michael Molinaro     | 2-3 |
| Rasmus Lund         | Christian Boddenberg | 5-1 |
| Rasmus Gyldenkaerne | Kai Schmidlin        | 2-4 |
| ff                  | Mario Molinaro       | 0-3 |

### Girone 2

#### Francia-Portogallo1-1
| Rémi Lours / Jean-Guillaume Einsle | Nelson Fonseca  | 1-1 |
| Ouabi Rouis                        | Sergio Loureiro | 0-1 |
| Flavien Bousch                     | Claudio García  | 1-1 |
| Nicolas Wlodarczyk                 | ff              | 3-0 |

#### Paesi Bassi-Austria1-3
| Jeroen Vemer   | Herbert Gütl                  | 0-4 |
| Ferdi Laetemia | Thomas Wittmann               | 1-3 |
| Arnold Vlaar   | Wolfgang Hucek / Thomas Exler | 0-4 |
| Eliza Verhagen | Bernhard Hucek                | 3-1 |

#### Paesi Bassi-Portogallo1-3
| Ferdi Laetemia | Nelson Fonseca  | 0-3 |
| Eliza Verhagen | Sergio Loureiro | 2-3 |
| Cees Hauwert   | Claudio García  | 0-6 |
| Jeroen Vemer   | ff              | 3-0 |

#### Francia-Austria4-0
| Jean-Guillaume Einsle | Thomas Wittmann | 4-1 |
| Ouabi Rouis           | Herbert Gütl    | 3-0 |
| Flavien Bousch        | Bernhard Hucek  | 3-1 |
| Nicolas Wlodarczyk    | Wolfgang Hucek  | 3-1 |

#### Francia-Paesi Bassi4-0
| Jean-Guillaume Einsle | Thomas Wittmann | 4-1 |
| Ouabi Rouis           | Jeroen Vemer    | 5-0 |
| Rémi Lours            | Ferdi Laetemia  | 4-0 |
| Nicolas Wlodarczyk    | Arnold Vlaar    | 6-0 |

#### Austria-Portogallo2-1
| Wolfgang Hucek  | Nelson Fonseca  | 1-0 |
| Thomas Wittmann | Sergio Loureiro | 1-1 |
| Bernhard Hucek  | Claudio García  | 0-7 |
| Thomas Exler    | ff              | 3-0 |

### Girone 3

#### Grecia-Galles4-0
| Nikos Beis           | David Schuchardt | 6-1 |
| Velissaris Fragakis  | Mathew Teagle    | 3-1 |
| Giorgios Tsompanidis | David Lauder     | 4-2 |
| Spiros Hantzaras     | Colin Lewis      | 7-1 |

#### Grecia-Inghilterra2-1
| Nikos Beis           | James Donaldson | 3-0 |
| Velissaris Fragakis  | Dave Whittaker  | 1-2 |
| Giorgios Tsompanidis | Chris Short     | 4-1 |
| Spiros Hantzaras     | Chris Thomas    | 3-3 |

#### Inghilterra-Galles3-1
| James Donaldson | David Schuchardt | 1-4 |
| Dave Whittaker  | Mathew Teagle    | 8-1 |
| Chris Short     | David Lauder     | 3-0 |
| Chris Thomas    | Colin Lewis      | 5-1 |

## Quarti di finale

### Portogallo-Italia1-3
| Nelson Fonseca  | Efrem Intra      | 0-2 |
| Sergio Loureiro | Matteo Suffritti | 3-1 |
| Claudio García  | Simone Bertelli  | 1-3 |
| ff              | Stefano Fontana  | 0-3 |

### Austria-Inghilterra2-1
| Wolfgang Hucek  | Dave Whittaker  | 1-0 |
| Herbert Gütl    | James Donaldson | 0-0 |
| Thomas Wittmann | Chris Thomas    | 2-1 |
| Bernhard Hucek  | Chris Short     | 1-3 |

### Germania-Francia0-4
| Kai Schmidlin        | Nicolas Wlodarczyk | 2-6 |
| Christian Boddenberg | Flavien Bousch     | 2-3 |
| Mario Molinaro       | Rémi Lours         | 0-1 |
| Andreas Schumacher   | Ouabi Rouis        | 1-4 |

### Grecia-Belgio1-1* d.t.s.
| Nikos Beis           | Valéry Dejardin    | 3-3  |
| Giorgios Tsompanidis | Nathan Dupont      | 1-1* |
| Spiros Hantzaras     | Bessim Golger      | 0-2  |
| Vellissaris Fragakis | Delphine Dieudonné | 3-1  |

### Semifinali

#### Austria-Italia0-4
| Bernhard Hucek  | Efrem Intra      | 0-3  |
| Thomas Wittmann | Matteo Suffritti | 0-10 |
| Herbert Gütl    | Simone Bertelli  | 0-3  |
| Wolfgang Hucek  | Stefano Fontana  | 2-3  |

#### Belgio-Francia1-1* D.R.
| Delphine Dieudonné | Nicolas Wlodarczyk    | 1-1 |
| Valéry Dejardin    | Flavien Bousch        | 2-1 |
| Nathan Dupont      | Jean-Guillaume Einsle | 1-4 |
| Bessim Golger      | Ouabi Rouis           | 1-1 |

### Finale

#### Italia-Francia1*-1 d.t.s.
| Matteo Suffritti | Nicolas Wlodarczyk    | 3-3  |
| Simone Bertelli  | Flavien Bousch        | 3-1  |
| Efrem Intra      | Jean-Guillaume Einsle | 1*-1 |
| Stefano Fontana  | Ouabi Rouis           | 1-3  |